# Meredith Braun
Meredith Braun (nacida en 1973) es una actriz y música británica, comenzó su carrera como actriz infantil en su Nueva Zelanda natal antes de mudarse al Reino Unido y protagonizar varios musicales del West End y producciones en gira.

## Primeros años
Cuando era niña en Remuera, Auckland, Braun apareció en numerosas producciones teatrales además de programas de televisión ocasionales (The Haunting of Barney Palmer) y anuncios.
Su madre estudió en el Royal College of Music en la década de 1950 y, a la edad de 16 años, Braun se mudó de Nueva Zelanda a Londres. En 1989, Braun obtuvo un lugar en la prestigiosa Academia de Artes Teatrales Italia Conti de Londres.

## Carrera
Comenzó su carrera en el West End seis meses después con un papel principal en el musical de corta duración Bernadette en el Dominion Theatre. Cameron Mackintosh luego eligió a Meredith para interpretar a Eponine en Los miserables, un papel que interpretó tanto en Londres como en Manchester. En 1993, fue elegida como Betty Schaeffer en la versión musical de Andrew Lloyd Webber de Sunset Boulevard. Habiendo sido parte de un proceso de audición en el que participaron otras 300 actrices potenciales, Lloyd Webber dijo de Meredith: "Cuando vi a Meredith y la escuché, supe que iba a ser una estrella".
Otros espectáculos en el West End incluyeron interpretar a Christine en El fantasma de la ópera más Out of the Blue con Michael McCarthy y Killing Rasputin. Entre 2000 y 2001, Meredith interpretó a Lily en la producción de RSC de The Secret Garden tanto en el Theatre Royal Stratford como en el Aldwych Theatre de Londres.
Entre 1995 y 1997, Braun regresó a su Auckland natal, consiguiendo numerosos papeles en una de las principales compañías de teatro profesional de Nueva Zelanda, la Auckland Theatre Company. Llegó con el prestigio de ser uno de los nombres protagonistas de la industria teatral de Nueva Zelanda en ese momento.
Braun también actuó como Bella en la película navideña de Disney de 1992, The Muppet Christmas Carol, junto a Michael Caine y el elenco de The Muppets, y ha realizado varios papeles televisivos en el Reino Unido.
Después de una ausencia de diez años de la actuación, Braun lanzó su álbum debut en solitario Someone Else's Story en 2012, una mezcla de canciones de espectáculos contemporáneos y material clásico cruzado. El álbum cuenta con dirección musical y arreglos de Paul Bateman (director musical de Sarah Brightman y Lesley Garrett) y fue lanzado en Stage Door Records el 26 de marzo de 2012.
En 2017, Braun lanzó su segundo álbum en solitario When Love Is Gone con una nueva grabación de la canción del mismo nombre que interpretó en The Muppet Christmas Carol, conmemorando el 25 aniversario de la película. El álbum fue lanzado por Stage Door Records en noviembre de 2017.
Meredith ahora trabaja como profesora en el curso de Teatro Musical (Música) del Conservatorio de la Universidad de Chichester, habiendo sido anteriormente profesora de Musical Theatre Triple Threat.

## Filmografía

### Cine y televisión
| Año  | Título                        | Role            | Notas |
| ---- | ----------------------------- | --------------- | ----- |
| 1987 | The Haunting of Barney Palmer | Troy            | [ 2 ] |
| 1992 | The Muppet Christmas Carol    | Belle           | [ 7 ] |
| 2003 | Doctors                       | Janine Lewis    |       |
| 2007 | New Tricks                    | Nyreen          |       |
| 2009 | Missing                       | Carrie Garrison |       |

### Créditos de teatro en Reino Unido
| Año     | Título                  | Role           | Teatro                                         | Ubicación            |
| ------- | ----------------------- | -------------- | ---------------------------------------------- | -------------------- |
| 1990    | Bernadette              | Camille        | Dominion Theatre                               | West End             |
| 1991    | Los miserables          | Eponine        | Palace Theatre                                 | West End             |
| 1992-93 | Los miserables          | Eponine        |                                                | Gira nacional        |
| 1993    | Sunset Boulevard        | Betty Schaefer | Adelphi Theatre                                | West End             |
| 1994    | Out of the Blue         | Hideko         | Shaftesbury Theatre                            | West End             |
| 1998-99 | Killing Rasputin        | Princesa Irina | Bridewell Theatre                              | Londres              |
| 1999-20 | El fantasma de la ópera | Christine      | Her Majesty's Theatre                          | West End             |
| 2000-01 | The Secret Garden       | Lily           | Aldwych Theatre / Theatre Royal Stratford East | West End / Stratford |
| 2002    | Cordelia                | Jude           | Royal National Theatre                         | Londres              |
| 2003    | Forever Yours           | Jennie         | Southwark Playhouse                            | Off-West End         |

### Créditos de teatro en Nueva Zelanda
| Año  | Título                          | Role                   | Teatro          | Ubicación |
| ---- | ------------------------------- | ---------------------- | --------------- | --------- |
| 1985 | La tempestad                    | Ariel                  |                 | Auckland  |
| 1985 | The Chalk Garden                | Laurel                 |                 | Auckland  |
| 1986 | The Cage Birds                  | Gossip                 |                 | Auckland  |
| 1986 | The Secret Diary of Adrian Mole | Pandora                |                 | Auckland  |
| 1986 | Snoopy! The Musical             | Peppermint Patty       |                 | Auckland  |
| 1987 | Bugsy Malone                    | Blouse                 |                 | Auckland  |
| 1987 | The Wizard of Oz                | Dorothy                |                 | Auckland  |
| 1987 | Alice in Wonderland             | Alice                  |                 | Auckland  |
| 1987 | Jack the Ripper                 | Polly                  |                 | Auckland  |
| 1988 | El violinista en el tejado      | Ensemble               |                 | Auckland  |
| 1995 | Sweet Charity                   | Charity Hope Valentine | Mercury Theatre | Auckland  |
| 1995 | Footrot Flats                   | Jess                   | Mercury Theatre | Auckland  |
| 1996 | Jesus Christ Superstar          | Mary Magdalene         | Mercury Theatre | Auckland  |
| 1996 | The Sound of Music              | Maria                  | Mercury Theatre | Auckland  |
| 1997 | South Pacific                   | Nellie Forbush         | Mercury Theatre | Auckland  |

## Vida personal
Braun tiene tres hijos de su primer marido, el director musical David White, (gemelos nacidos entre 1997 y 1998) y un hijo, Tiger Braun-White, violonchelista (nacido entre 2003 y 2004). Su segundo marido, Bill Rea, es arquitecto marino.